# Lipno Nowe
Lipno Nowe – przystanek kolejowy w Lipnie, w województwie wielkopolskim, w Polsce. Według klasyfikacji PKP ma kategorię dworca lokalnego.

## Ruch pasażerski
| Rok  | Wymiana pasażerska na dobę |
| ---- | -------------------------- |
| 2017 | 150-199                    |
| 2022 | 200-299                    |

.
Budynek używany zgodnie z przeznaczeniem. Pociągi zapowiadane przez dróżnika. Przejazd kolejowo-drogowy z zaporami. Przy budynku znajduje się przyrząd do opuszczania rogatek na przejeździe.